# Dolichopus zernyi
Dolichopus zernyi är en tvåvingeart som beskrevs av Octave Parent 1927. Dolichopus zernyi ingår i släktet Dolichopus och familjen styltflugor. Inga underarter finns listade i Catalogue of Life.